# Mistrzostwa Świata w Tenisie Stołowym 1949
16. Mistrzostwa świata w tenisie stołowym odbyły się w dniach 4–10 lutego 1949 roku w Sztokholmie.

## Końcowa klasyfikacja medalowa
| Miejsce | Państwo           | Złoto | Srebro | Brąz | Razem |
| ------- | ----------------- | ----- | ------ | ---- | ----- |
| 1       | Węgry             | 4     | 0      | 3    | 7     |
| 2       | Czechosłowacja    | 1     | 5      | 1    | 7     |
| 3       | Anglia            | 1     | 2      | 3    | 6     |
| 4       | Stany Zjednoczone | 1     | 0      | 5    | 6     |
| 5       | Szkocja           | 1     | 0      | 0    | 1     |
| 6       | Austria           | 0     | 0      | 1    | 1     |
| 6       | Szwecja           | 0     | 0      | 1    | 1     |
| 6       | Francja           | 0     | 0      | 1    | 1     |

## Medaliści
| Konkurencja                | Złoto                          | Srebro                       | Brąz                                                          |
| gra pojedyncza kobiet      | Gizella Farkas                 | Květa Hrušková               | Gertrude Pritzi Thelma Thall                                  |
| gra pojedyncza mężczyzn    | Johnny Leach                   | Bohumil Váňa                 | Ferenc Soos Martin Reisman                                    |
| gra podwójna kobiet        | Helen Elliott Gizella Farkas   | Lilian Barnes Joan Crosby    | Eliska Fürstova Ida Kotakova Rozsi Karpati Erzsebet Mezei     |
| gra podwójna mężczyzn      | Ivan Andreadis František Tokár | Ladislav Štípek Bohumil Váňa | Douglas Cartland Richard Miles Richard Bergmann Tage Flisberg |
| gra mieszana               | Ferenc Sidó Gizella Farkas     | Bohumil Váňa Květa Hrušková  | Johnny Leach Margaret Franks Martin Reisman Peggy McLean      |
| konkurs drużynowy mężczyzn | Węgry                          | Czechosłowacja               | Anglia · Stany Zjednoczone                                    |
| konkurs drużynowy kobiet   | Stany Zjednoczone              | Anglia                       | Francja · Węgry                                               |